# Барановка (Хостинский район)
Бара́новка — село в Хостинском районе муниципального образования Город-курорт Сочи Краснодарского края. Административный центр Барановского сельского округа.

## География
Селение расположено на изгибе правого берега реки Сочи, у преддверие ущелья Пластунские ворота. Занимает склон горы Пасечной.

## История
В конце XIX века, земли на которых ныне расположено село, принадлежало семье Барановских. Владельцы стали сдавать участки земель в аренду армянам-переселенцам из Османской империи. Позже земли и имение «Барановка» перешло в качестве приданого мужу дочери госпожи Барановской-Башкировой господину Демьянову. Компактное поселение получило название Барановка по имени владельцев земель.

## Население
| 2002 | 2010  | 2021  |
| ---- | ----- | ----- |
| 1983 | ↗2807 | ↗3943 |

## Достопримечательности
- Центральное Барановское кладбище
- Барановский тоннель
- Барановский виадук